# Argylia checoensis
Argylia checoensis là một loài thực vật có hoa trong họ Chùm ớt. Loài này được (Meyen) I.M.Johnst. mô tả khoa học đầu tiên năm 1938.